# Kärlring
Kärlring är en medfödd missbildning i aorta (stora kroppspulsådern). Tillståndet innebär att det finns två aortabågar istället för en, vilka ligger sida för sida om mat- och luftstrupe. Detta kan medföra andnings- och/eller sväljsvårigheter.
Barn med kärlring får ofta felaktigt diagnosen astma. Tillståndet upptäcks ofta senare i livet. Diagnosen kan ställas med hjälp av ultraljud och datortomografi.